# 미노시역

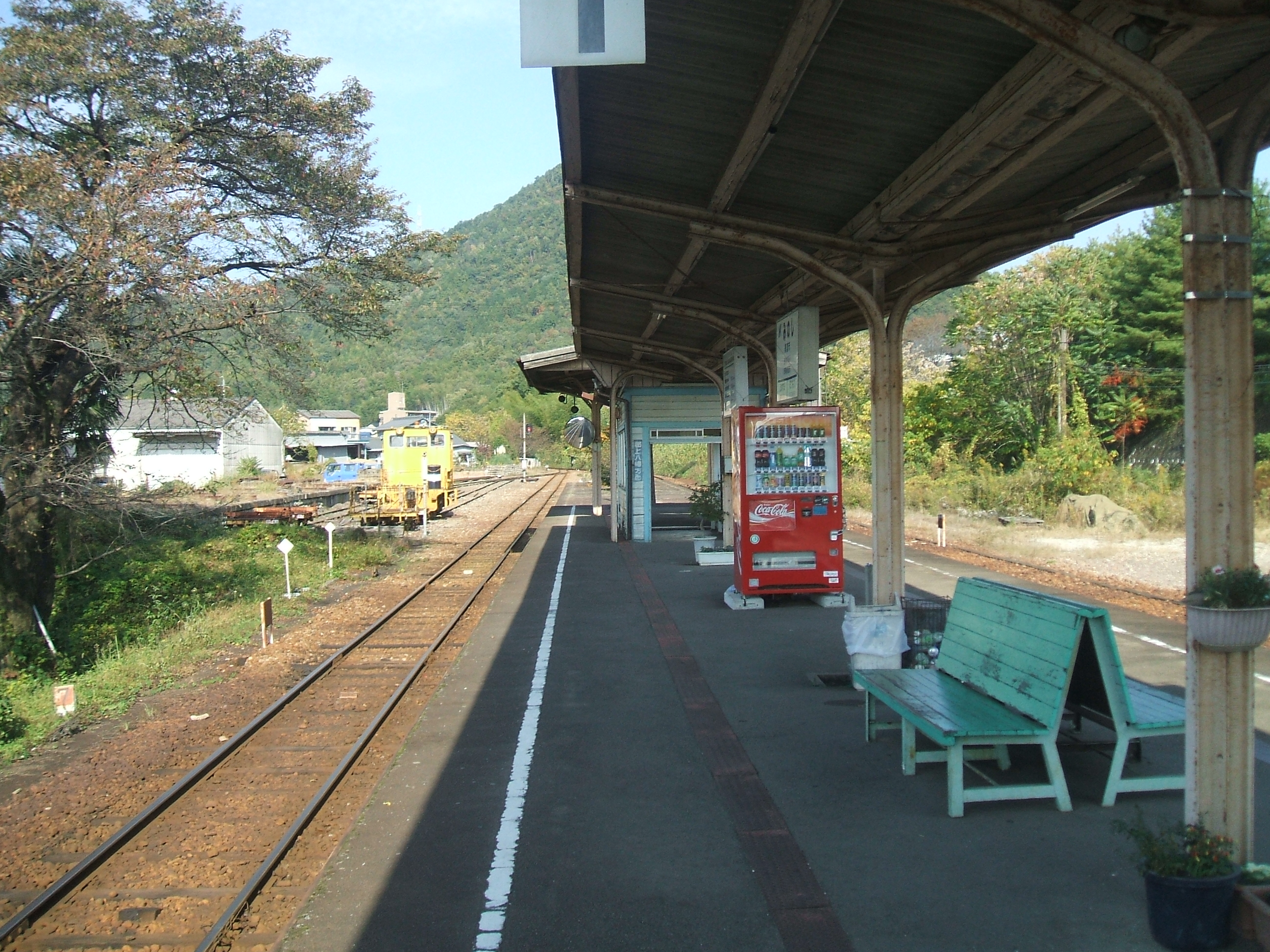
호쿠노 방향, 측선에 선로 보수 차량이 유치된다

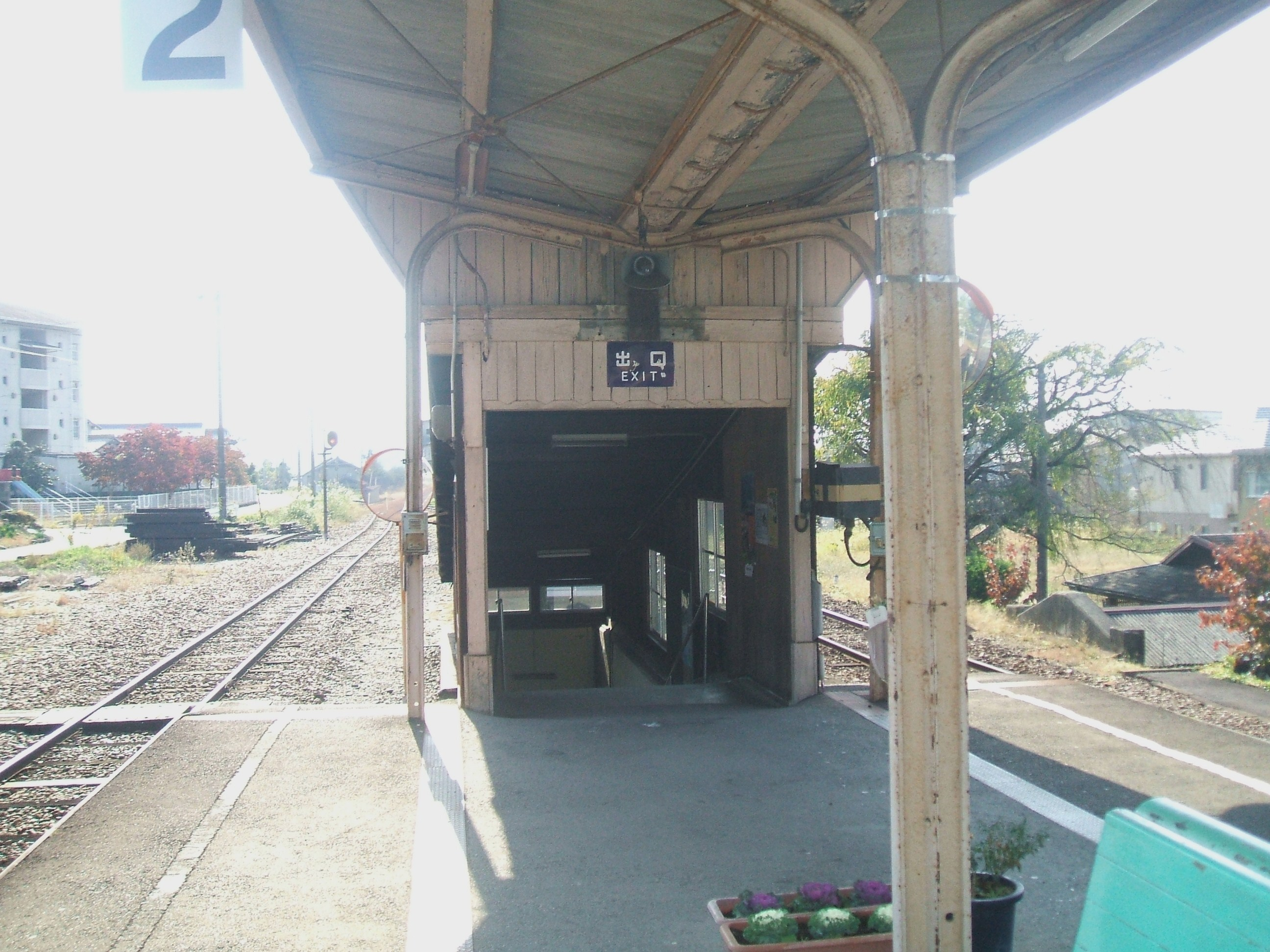
승강장에서 지하도로 연결되는 출입구

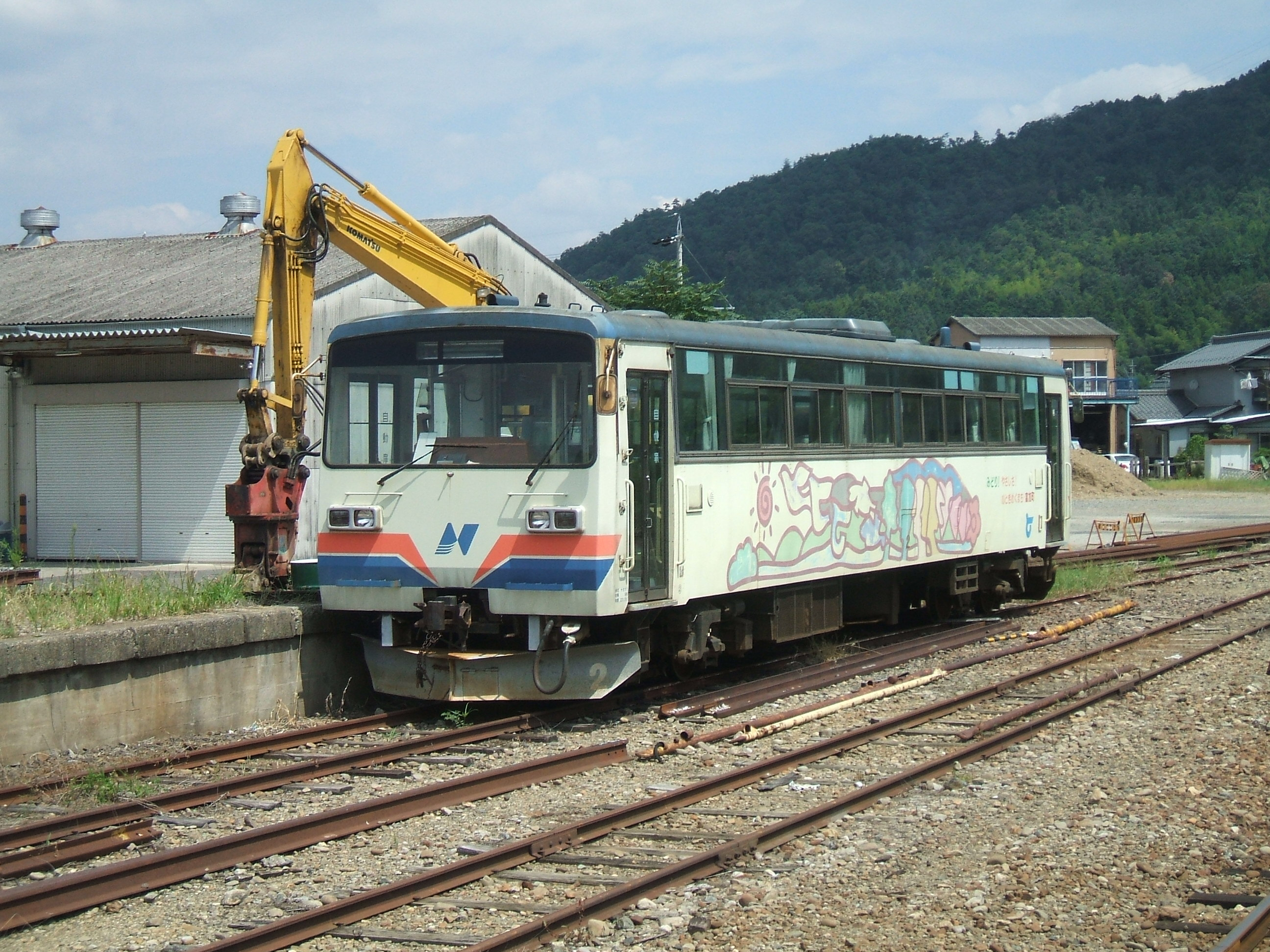
페차후 해체 유치된 장락 1형 2호차

미노시역(일본어: 美濃市駅)은 일본 기후현 미노시에 위치한 나가라가와 철도 에쓰미난 선의 철도역이다. 섬식 승강장 1면 2선 구조를 갖춘 지상역이다.

## 타는 곳
| 1 | ■ 에쓰미난 선 | 상 · 하행 | 구조하치만 · 미노시로토리 · 호쿠노, 세키 · 미노오타 방면 |
| 2 | ■ 에쓰미난 선 | 상행      | 세키 · 미노오타 방면                                     |

## 이용 현황
| 승차 인원 추이 | 승차 인원 추이     |
| 연도           | 1일 평균 승차 인원 |
| -------------- | ------------------ |
| 1999           | 673                |
| 2000           | 586                |
| 2001           | 482                |
| 2002           | 482                |
| 2003           | 444                |
| 2004           | 366                |
| 2005           | 297                |
| 2006           | 310                |
| 2007           | 291                |
| 2008           | 332                |
| 2009           | 311                |
| 2010           | 222                |

## 역 주변
- 도카이 호쿠리쿠 자동차도
- 기후 현도 80호 미노카와베 선
- 기후 현도 281호 세키미노 선
- 기후 현도 296호 미노시테이류조 선

## 인접 역
| 나가라가와 철도 에쓰미난 선 | 나가라가와 철도 에쓰미난 선 | 나가라가와 철도 에쓰미난 선 |
| --------------------------- | --------------------------- | --------------------------- |
| 마쓰모리 미노오타 방면      | ■ 에쓰미난 선               | 우메야마 호쿠노 방면        |